# Leningrajska železniška postaja (Moskva)
Moskovska leningrajska železniška postaja (rusko Ленинградский вокзал, Leningradskij vokzal), tudi moskovska glavna potniška postaja (rusko Москва-Главная-Пассажирская), je najstarejša od moskovskih devetih železniških postaj. Leži na trgu Komsomolski trg in služi severozahodni smeri, predvsem Sankt Peterburgu. Mednarodne povezave s postajo so vključevale tudi povezavo do Talina v Estoniji, ki jo je upravljala družba GoRail ter do Helsinkov na Finskem.
Je edina moskovska železniška postaja, ki jo upravlja Oktobrska železnica in ne Moskovska železnica.

## Zgodovina
Postaja je bila zgrajena med letoma 1844 in 1851 po eklektičnemu načrtu Konstantina Thona in arhitekturnem načrtu Rudolfa Željazeviča kot končna postaja železnice Moskva-Sankt Peterburg, projekt carja Nikolaja I. Po drugih podatkih se je gradnja začela leta 1842, končana pa je bila leta 1849. Redne povezave so se začele leta 1851. Prvi vlak je prispel na postajo 3. avgusta 1851, 19. avgusta pa se je z vlakom s postaje prvič peljal car Nikolaj I.. Novembra 1851 so se začele redne linije. Prvotno je bila znana kot Peterburgskij vokzal (tj. Peterburžska postaja). Po carjevi smrti pet let pozneje so postajo preimenovali po njem kot Nikolajevskij vokzal (tj. Nikolajevska postaja). To ime je obdržala do leta 1924, ko so jo boljševiki preimenovali v Oktjabrskij vokzal (po oktobrski revoluciji). Trenutno ime ji je bilo dano leta 1937.
Od 1. oktobra 2015 na relacijah Moskva–Tver in Moskva–Zelenograd vozijo visokohitrostni vlaki Siemens Desiro, poimenovani tudi lastočka. Pomembnejše postaje na progi so Himki, Zelenograd, Solnečnogorsk in Klin.

### Predmestne destinacije
Predmestni vlaki ("električke") povezujejo Leningrajsko železniško postajo s postajami in peroni Leningrajske predmestne železniške linije in z mesti Himki, Zelenograd, Solnečnogorsk, Klin, Konakovo in Tver.